# إيرينا بانتايفا
إيرينا بانتايفا (الروسية:Ирина Владленовна Пантаева، من مواليد 31 أكتوبر 1972) عارضة وممثلة روسية أمريكية ولدت إيرينا في أولان-أودي ، جمهورية بوريات الاشتراكية السوفيتية المستقلة ،جمهورية روسيا الاتحادية الاشتراكية السوفيتية، الاتحاد السوفياتي، إيرينا هي من عرقية بوريات المنغولية.

## روابط خارجية
- إيرينا بانتايفا على موقع IMDb (الإنجليزية)
- إيرينا بانتايفا على موقع ألو سيني (الفرنسية)
- إيرينا بانتايفا على موقع أول موفي (الإنجليزية)
- إيرينا بانتايفا على موقع قاعدة بيانات الفيلم (الإنجليزية)
- إيرينا بانتايفا على موقع كينوبويسك (الروسية)
- إيرينا بانتايفا على موقع دليل عارضات الأزياء (الإنجليزية)